# جيوردانو بينديتي
جيوردانو بينديتي (بالإيطالية: Giordano Benedetti)‏ هو منافس ألعاب قوى إيطالي، ولد في 22 مايو 1989 في ترينتو في إيطاليا.

## وصلات خارجية
- جيوردانو بينديتي على موقع الاتحاد الدولي لألعاب القوى (الإنجليزية)
- جيوردانو بينديتي على موقع الاتحاد الأوروبي لألعاب القوى (الإنجليزية)
- جيوردانو بينديتي على موقع الاتحاد الإيطالي لألعاب القوى (الإيطالية)
- جيوردانو بينديتي على موقع الدوري الماسي (الإنجليزية)
- جيوردانو بينديتي على موقع اللجنة الأولمبية الدولية (الإنجليزية)
- جيوردانو بينديتي على موقع أوليمبيديا (الإنجليزية)
- جيوردانو بينديتي على موقع اللجنة الأولمبية الإيطالية (الإيطالية)